# Ligne de tramway F (SNCV Groupe de Bruxelles Sud)
 (janvier 2022).
La ligne F est une ancienne ligne du tramway vicinal de Bruxelles de la Société nationale des chemins de fer vicinaux (SNCV) qui reliait Bruxelles à Anderlecht.

## Histoire
1958 : F barré : Expo - Zuen (service durant l'Expo 58)
La ligne est supprimée le 17 septembre 1966 et remplacée par une ligne d'autobus.